# 加藤竜太
加藤 竜太（かとう りょうた、1993年2月3日 - ）は、新潟県糸魚川市出身のバスケットボール選手である。ポジションはポイントガード。

## 来歴
糸魚川市立大和川小学校の3年の時にバスケットボールを始めた。糸魚川市立糸魚川東中学校を経て糸魚川高校から新潟工業短期大学に進学した。
新潟工業短期大学在学中の2012年10月、新潟アルビレックスBBのトライアウトで合格し、練習生となった。
2013年、ドラフト2巡目で指名されプロ契約を結んだ。
2016年7月、バンビシャス奈良に期限付き移籍。
2017年7月、岩手ビッグブルズに移籍。
2018年11月、プロバスケットボール選手を引退する事を、本人と思われるTwitterアカウントでTweetがあった。

## 経歴
- 糸魚川高校 - 新潟工業短期大学 - 新潟アルビレックスBB練習生（bjリーグ、2012-13） - 新潟アルビレックスBB（2013-2016） - バンビシャス奈良（2016-2017） - 岩手ビッグブルズ（2017-2018)